# Hôtel de Choiseul-Praslin
Hôtel de Choiseul-Praslin je městský palác v Paříži. Nachází se na rohu ulic Rue de Sèvres a Rue Saint-Romain v 6. obvodu. Barokní palác z roku 1722 je od roku 1926 chráněn jako historická památka a dnes slouží jako sídlo banky La Banque postale.

## Historie
Palác si nechala postavit v roce 1722 komtesa de Choiseul, která pověřila pracemi architekta Sulpice Gaubiera. Po její smrti roku 1746 zdědil palác její synovec César Gabriel de Choiseul de Praslin (1712-1785), který zde žil v letech 1745-1765, a po kterém nese palác své jméno. César Gabriel de Choiseul-Praslin od roku 1750 nechal palác rozšířit a vyzdobit, ale v roce 1765 ho prodal spolu s palácem Hôtel de Belle-Isle francouzskému králi Ludvíku XV.
V roce 1768 palác od krále koupil Henry Rouvroy de Saint-Simonn a pronajal jej markýzovi de Kerhoent. Jeho vdova emigrovala během Velké francouzské revoluce a po Thermidorském převratu palác prodala.
Palác několikrát změnil majitele i nájemníky a v roce 1831 byl interiér rozdělen, čímž utrpělo jeho vybavení a výzdoba. V roce 1886 ho koupil stát jako sídlo státní spořitelny Caisse nationale d'épargne. V letech 1946-1973 zde sídlilo Musée de La Poste a poté byl palác nevyužitý.
Po roce 2000 koupila dům poštovní banka La Banque postale a provedla restaurační práce, které trvaly 30 měsíců. Otevření paláce proběhlo 15. září 2011 jako ústředí banky.
Fasáda paláce je od roku 1926 zapsána na seznamu historických památek a od roku 2006 jsou památkově chráněny také střecha, přízemní místnosti (vstupní vestibul, salón ve stylu Ludvíka XV. a jídelna ve stylu Ludvíka XVI. s pompejskou výzdobou), schodiště a místnosti v prvním patře (salón Ludvíka XV., místnost ve stylu renesance a novogotická kaple).